# محمد الشلوفي
محمد علي حسين بومليحه الشلوفى (1904 [بحاجة لمصدر] - 2 يوليو 2014)، أحد المناضلين الليبيين إبان الاستعمار الإيطالي، ويُعتبر الشلوفي من آخر من رأي وشارك عمر المختار في حربه ضد الطليان في ثلاثنيات القرن الماضي، ويعد أحد رواة التاريخ لحقبة الجهاد ضد الاستعمار الإيطالي. قد شارك وهو صغير السن في عديد المعارك ضد الاستعمار الإيطالي من بينها غوط ساس و المطيميس وشهداء بوعرق. توفي عن عمر ناهز 110 أعوام.